# Мауру Родрігіш
Мауру Родрігіш (порт. Mauro Rodrigues, нар. 15 квітня 2001) — футболіст Гвінеї-Бісау, нападник швейцарського клубу «Сьйон» і національної збірної Гвінеї-Бісау.

## Клубна кар'єра
Народився 15 квітня 2001 року. Вихованець юнацьких команд швейцарських команд «Лойкербад» та «Сьйон».
Свій перший професійний контракт уклав зі «Сьйоном». В сезоні 2020/21 провів свої перші дві гри у швейцарській футбольній першості.

## Виступи за збірну
Навесні 2021 року дебютував в офіційних матчах у складі національної збірної Гвінеї-Бісау.
У складі збірної був учасником Кубка африканських націй 2021 року, що проходив на початку 2022 року в Камеруні і де Родрігіш виходив на заміну у двох іграх.
| Дата      | Місто | Господарі    | Результат | Гості            | Турнір                                  | Голи | Примітки |
| --------- | ----- | ------------ | --------- | ---------------- | --------------------------------------- | ---- | -------- |
| 30-3-2021 | Бісау | Гвінея-Бісау | 3 – 0     | Республіка Конго | Відбір до Кубка африканських націй 2021 | -    | 92'      |
| Усього    |       | Матчів       | 1         |                  | Голів                                   | 0    |          |